# Mons-en-Laonnois
Mons-en-Laonnois är en kommun i departementet Aisne i regionen Hauts-de-France i norra Frankrike. Kommunen ligger  i kantonen Anizy-le-Château som ligger i arrondissementet Laon. År 2022 hade Mons-en-Laonnois 1 148 invånare.

## Befolkningsutveckling
Antalet invånare i kommunen Mons-en-Laonnois
Referens: INSEE